# Compañía de los Ferrocarriles de Sevilla a Huelva
La Compañía de los Ferrocarriles de Sevilla a Huelva fue una empresa ferroviaria española que existió durante el siglo XIX.

## Historia
Constituida originalmente en 1870 como «Compañía de los Ferrocarriles de Sevilla a Huelva y a las Minas de Río Tinto», nació con la misión de construir la línea férrea Sevilla-Huelva. La concesión había sido adjudicada tiempo atrás por el Estado al empresario francés Carlos Lamiable y Watrin, si bien este transfirió en mayo de 1870 los derechos a José de Gaviria Gutiérrez —marqués de Gaviria—, que a su vez los transfirió a la sociedad recientemente creada para tal fin. En mayo de 1873 el empresario hispano-alemán Guillermo Sundheim consiguió que las autoridades le adjudicaran los derechos de construcción de la línea. Por su parte, Lamiable terminaría vendiendo la compañía a Sundheim en diciembre de 1875. Sin embargo, Sundheim negociaría en 1877 la venta de sus derechos sobre la línea a la Compañía de los Ferrocarriles de Madrid a Zaragoza y Alicante (MZA), que fue la empresa que finalizó la construcción de la línea Sevilla-Huelva.